# بخش ناککا
بخش ناککا (به سوئدی: Nacka kommun) یک ناحیه شهرداری در سوئد است که در شهرستان استکهلم واقع شده‌است.

## نگارخانه

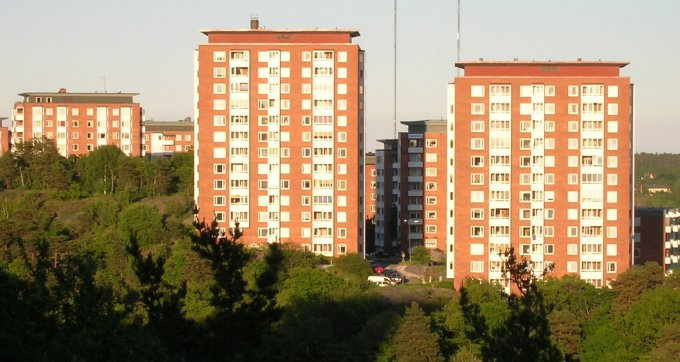
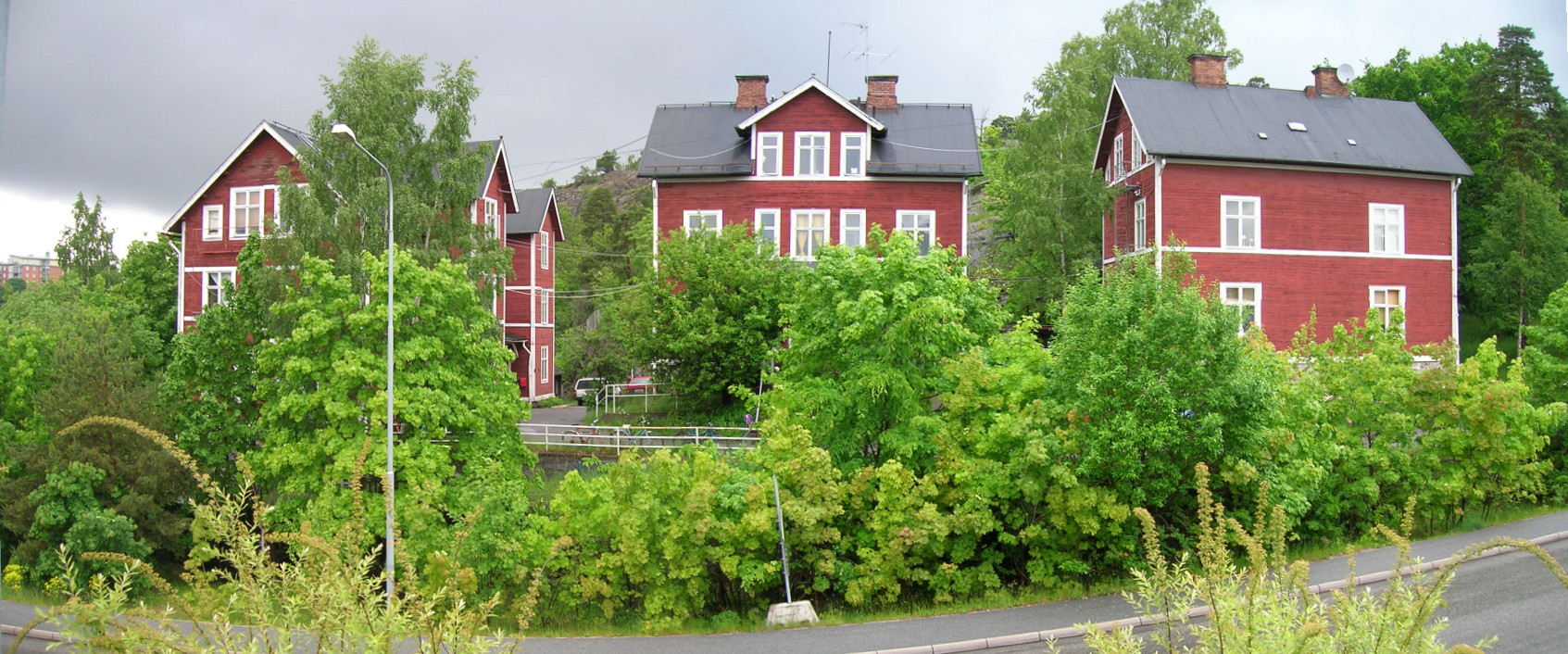
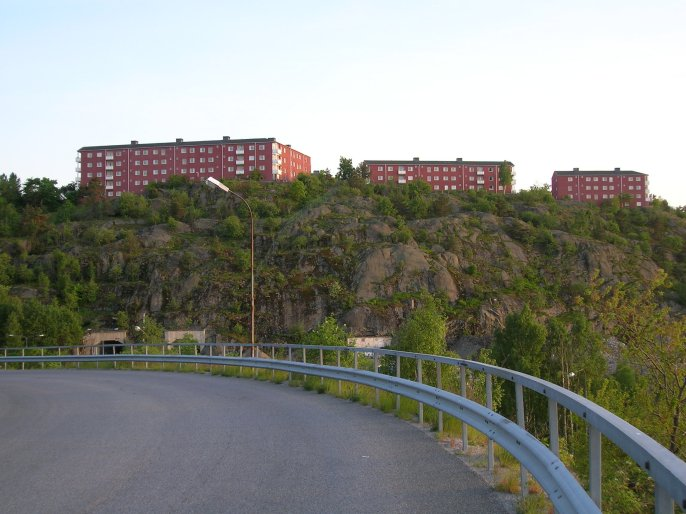
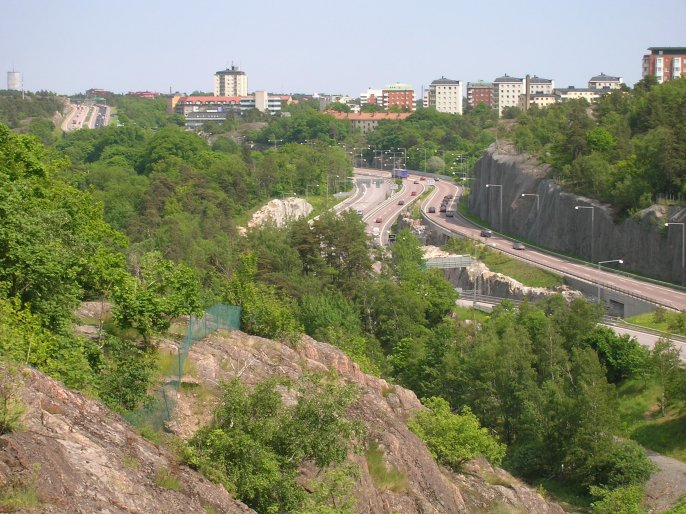
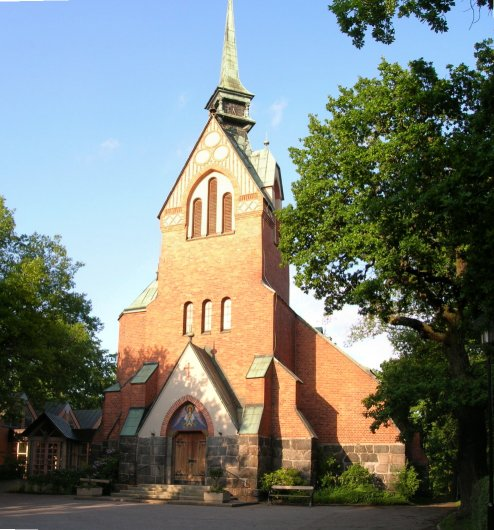
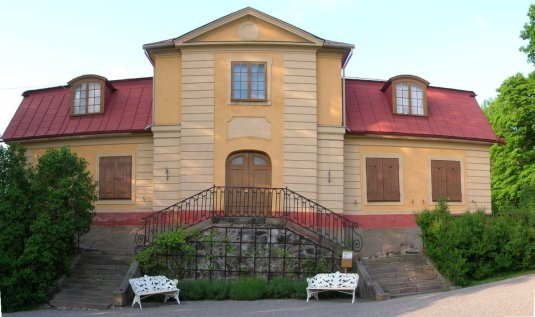